# Aceh Besar (huyện)
Huyện Aceh Besar là một huyện (kabupaten) thuộc tỉnh Aceh, Indonesia. Huyện lỵ đóng ở Jantho. Huyện có diện tích 2686 km2, sân số theo điều tra năm 2000 là 225.948 người. Huyện nằm ở mũi tây bắc của đảo Sumatra và nằm trên một diện tích bao gồm cả tỉnh lỵ Banda Aceh.

## Các đơn vị hành chính
Huyện gồm có 22 phó huyện hành chính (kecamatan) sau:
| - Baitussalam (13 làng) - Blang Bintang - Darul Imarah (32 làng) - Darul Kamal (14 làng) - Darussalam (29 làng) - Indrapuri (52 làng) - Ingin Jaya (55 làng) - Kota Jantho (12 làng) - Krueng Barona Jaya (12 làng) - Kuta Baro (52 làng) - Kuta Cot Glie (32 làng) - Kuta Malaka (15 làng) | - Lembah Seulawah (12 làng) - Leupung (6 làng) - Lho'nga (25 làng) - Lhoong (28 làng) - Mesjid Raya (13 làng) - Montasik (53 làng) - Peukan Bada (26 làng) - Pulo Aceh (17 làng) - Seulimeum (41 làng) - Simpang Tiga (18 làng) - Suka Makmur (35 làng) |